# Portonaccio

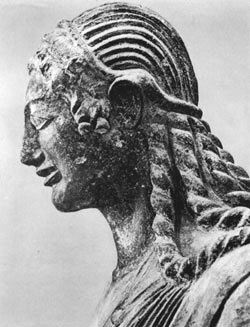
L'Apollon dit de Véies trouvé à Portonaccio

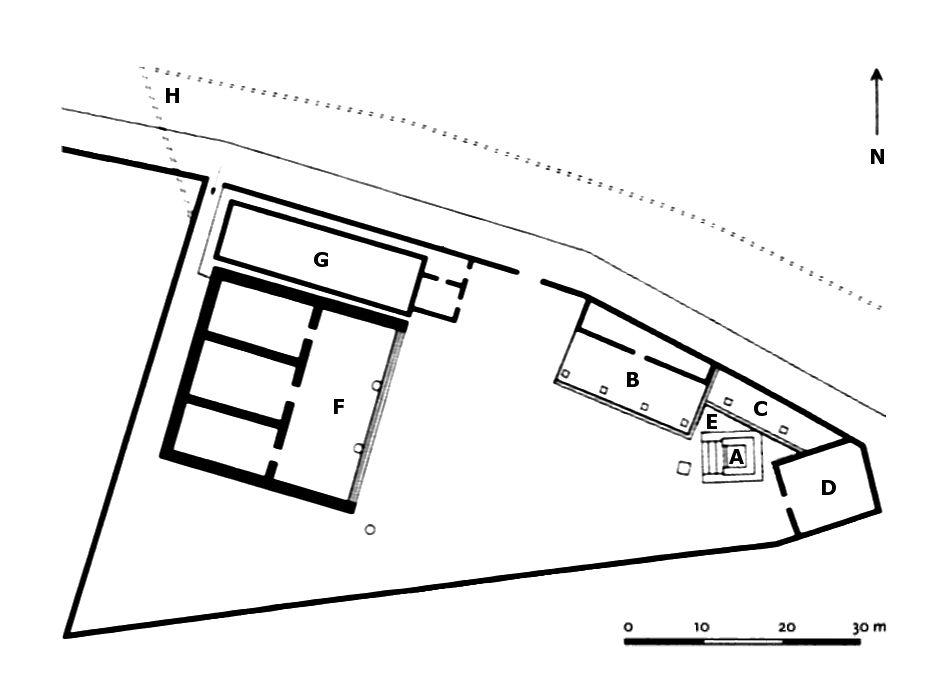

Portonaccio  est un site étrusque situé près de Véies, au nord de Rome.
Il comportait un sanctuaire, le plus vénéré de toute l'Étrurie, dédié au culte de Menrva dont un temple érigé en 510 av. J.-C. et où fut découverte la fameuse statue acrotère dite « Apollon de Véies ».

## Temple A de Portonaccio
Placé sur un rebord de plateau, ce sanctuaire est déjà attesté au VIe siècle av. J.-C., mais sa monumentalisation ne date que de 500 av. J.-C. C'est l'un des plus grands et des plus célèbres sanctuaires étrusques, tant par sa position que par sa richesse et son aspect archéologique. 
On y voit l’œuvre, pour le décor, d'une très grande école de production de terre cuite, et les textes citent l'artisan Vulca, l'un des maîtres de cette école. Il est connu pour avoir reçu également la commande du décor du temple de Jupiter Capitolin à Rome. On ne connaît cependant pas d’œuvres de Vulca lui-même, mais on sait qu'il a participé au développement de cette école, et des fragments prouvent que ses successeurs ont contribué à sa prospérité. Les fragments de ce qui devait être des acrotères, présente une iconographie courante dans le monde étrusque et romain, celui d'Héraklès. Ce dernier est à la fois une figure à valeur religieuse, et une figure politique, souvent associée aux aristocrates et aux hommes politiques.

### Typologie du temple
Le temple A de Portonaccio était sûrement consacré à Athéna. Il suit un plan désormais canonique dans l'architecture étrusques. On note, pour le décor, l'importance des plaques de revêtements, des reliefs et des statues, tous en terre cuite.

### Étude du décor
De grandes acrotères, au moins quatre voire une vingtaine, devaient être disposées sur le faîte du toit. La plus importante d'entre elles est la statue, plus grande que nature, d'Apollon. Les traits archaïques sont caractéristiques, et la représentation insiste sur l'élongation du corps, de caractère moins adouci et plus tranché au niveau des attitudes. Comme les autres statues, elle était conçue pour frapper le spectateur, tout en étant placée en hauteur.
C'est également le cas pour la figure féminine portant un Apollon enfant. Le jeu de drapé est très savant et très travaillé.
On peut également citer la tête d'Hermès, qui appartient au même programme de grande ampleur. Les artistes ont recours au mythe grec pour exprimer des valeurs politiques et religieuses de dévotion et d'interprétation, au sens civil et politique, des figures du Parthénon.
Le groupe Héraklès – Athéna date de la même époque, mais le travail est relativement différent. Les figures sont beaucoup plus statiques et rigides, ce qui témoigne de la richesse de l'école et de la compétence des artistes. On note l'insistance, un peu plus stylisée et précieuse, sur la chevelure du héros, qui tranche avec sa musculature. De même pour le casque et les volutes d'Athéna.